# 4752 Мирон
4752 Мирон (4752 Myron) — астероїд головного поясу, відкритий 29 вересня 1973 року.
Тіссеранів параметр щодо Юпітера — 3,203.